# 維齊爾科普魯
維齊爾科普魯是土耳其的城鎮，位於該國北部，由薩姆松省負責管轄，距離梅爾濟豐35公里，面積1.71平方公里，海拔高度339米，2010年人口27,234。其城鎮名稱來自奧斯曼帝國著名權臣大維齊爾科普魯律·穆罕默德帕夏。

## 外部連結
- Vezirköprü Municipality （页面存档备份，存于）
- Vezirköprü Facebook FanPage
- sdu.dk/halys

41°09′N 35°27′E / 41.150°N 35.450°E